# Ficus fraseri
Ficus fraseri, la Higuera lija blanca (White Sandpaper Fig) o Higuera lija brillosa (Shiny Sandpaper Fig), es una especie de ficus comúnmente conocidas como higueras lija. Es nativo de Nueva Gales del Sur y Queensland en Australia y Nueva Caledonia. Nombres más ambiguos son palo de higo e higuera de agua.

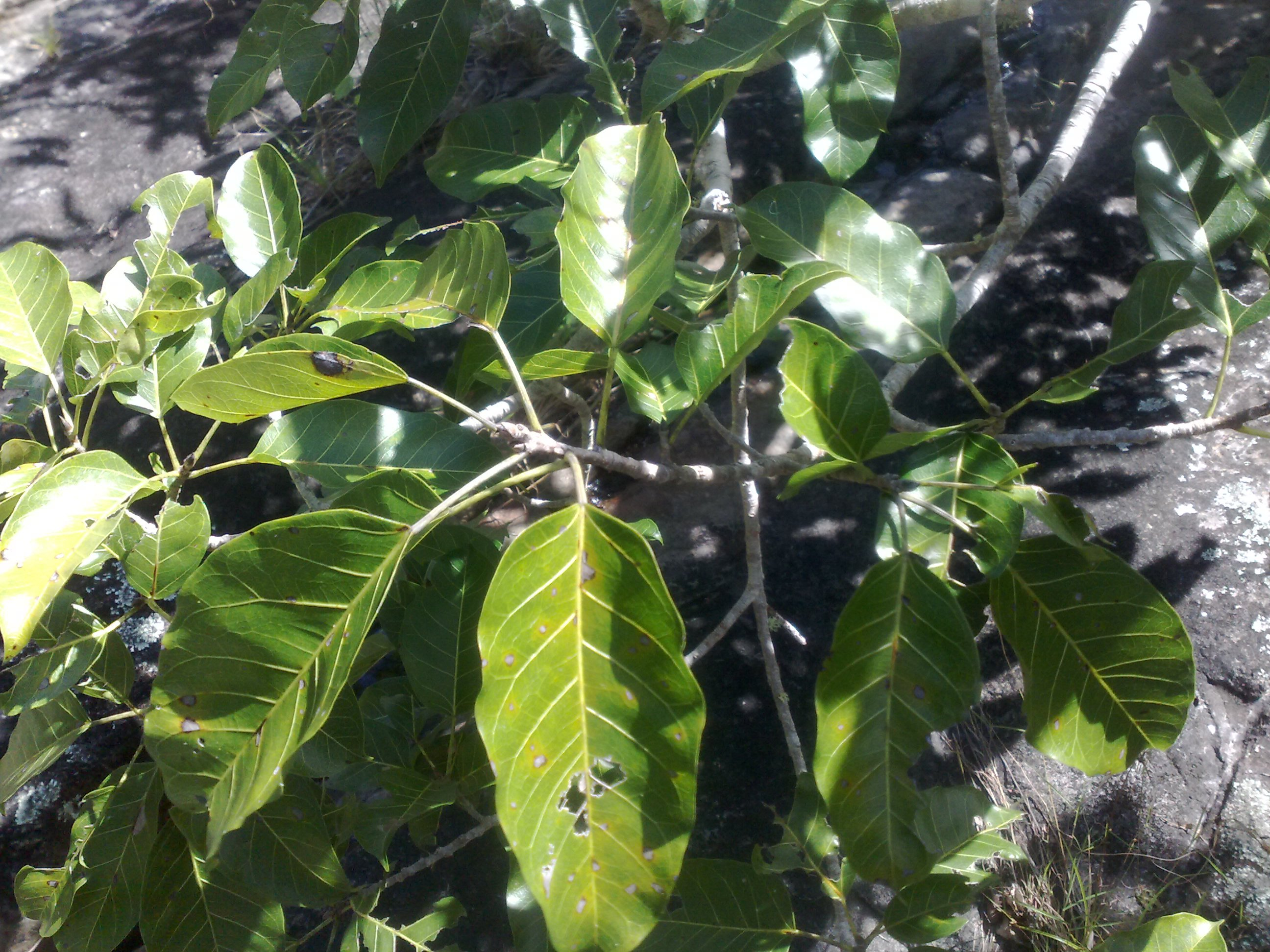
Detalle de las hojas

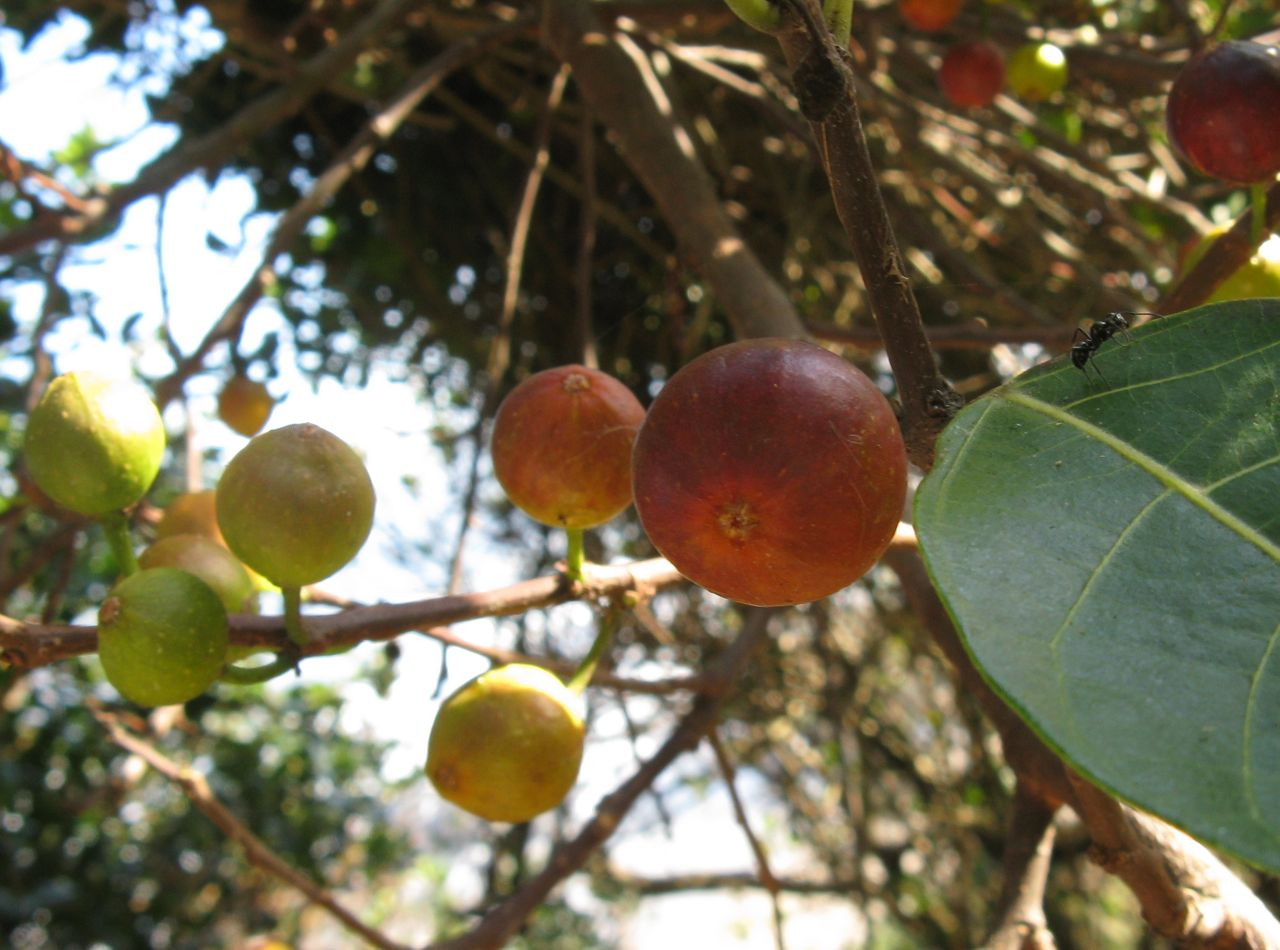
Frutos

## Descripción
Crece ya sea como un árbol o un arbusto con una altura que oscila entre los 6 y 15 metros.
Sus hojas miden entre 6 y 14 cm de largo y 2.5 a 6.5 cm de ancho en peciolos que miden entre 1 y 2 cm de largo. Los pequeños higos redondeados miden entre 1 a 1.5 cm de largo y empiezan con un color amarillo, madurando a rojo naranja entre mayo y febrero en el rango nativo de la especie. Son comestibles, pero insípidos.

## Distribución
En Australia, la especie crece desde el Lago Tuggerah en Nueva Gales del Sur, hacia el norte hasta la Meseta Atherton en Queensland.

## Ecología
Los zorros voladores de cabeza blanca se alimentan de los higos.

## Usos
Aunque raramente en cultivo, es una especie de planta ornamental de rápido crecimiento. Puede ser fácilmente propagada por semilla.

## Taxonomía
Ficus fraseri fue descrita por Friedrich Anton Wilhelm Miquel y publicado en London Journal of Botany 7: 235, en 1848.
Etimología
Ficus: nombre genérico que se deriva del nombre dado en latín al higo.
fraseri: epíteto otorgado en honor del botánico John Fraser
Sinonimia
- Ficus aspera var. abbreviata Miq.
- Ficus aspera var. subglabra Benth.
- Ficus proteus Bureau
- Ficus proteus var. dentata Bureau
- Ficus proteus var. lobata Bureau
- Ficus stenocarpa F.Muell. ex Benth.
- Ficus stephanocarpa var. subglabra (Benth.) Maiden & Betche
- Ficus subglabra (Benth.) F.Muell.[9]